# Prîvitne, Camenița
Prîvitne (în ucraineană Привітне) este un sat în comuna Dereveane din raionul Camenița, regiunea Hmelnîțkîi, Ucraina.

## Demografie
Componența lingvistică a localității Prîvitne
     Ucraineană (98,73%)
     Rusă (1,27%)
Conform recensământului din 2001, majoritatea populației localității Prîvitne era vorbitoare de ucraineană (98,73%), existând în minoritate și vorbitori de rusă (1,27%).